# Московско-литовские договоры (1384)
Московско-литовские договоры 1384 года — два предварительных союзных договора между Московским и Литовским великими княжествами, предусматривавшие династический брак Ягайло и Софьи — дочери Дмитрия Донского, признание литовскими князьями старшинства Дмитрия и крещение Литвы по православному обряду.

## Договоры
Один из договоров был заключён великим князем московским Дмитрием Донским и его братом Владимиром Андреевичем с Ягайло и поддерживавшими его братьями Скиргайло и Корибутом. Второй договор был заключён Дмитрием Донским с матерью братьев, Иулианией Тверской. Обе грамоты указаны в описи Посольского приказа 1626 года. Братья-Ольгердовичи целовали крест Дмитрию Московскому, Владимиру Андреевичу Серпуховскому и их детям.

## Мотивация союза
Под влиянием Иулиании Тверской, Ягайло и братья, боровшиеся с Витовтом, а также с внешней агрессией со стороны Тевтонского ордена и Золотой Орды, согласились для укрепления своих позиций на сближение с Москвой. По словам И. Б. Грекова, договор ломал тот порядок отношений, который пытались навязывать восточноевропейским странам ордынская держава, с одной стороны, и Орден — с другой. Он устанавливал новый порядок отношений, который выражал устойчивую тенденцию консолидации значительной части русских земель, тенденцию углубления московско-литовского сотрудничества в борьбе с общими врагами. Он также являлся попыткой возрождения антиордынского фронта, который выстраивался в 1380—1382 годах Дмитрием Донским и Кейстутом.

## Причины нереализованности
Московско-литовский союз так и остался нереализованным в силу ряда обстоятельств и целенаправленных действий соседних держав по его подрыву. Золотая Орда, не желавшая консолидации русских земель, усилила давление на Дмитрия Донского, обложив Великое княжество Владимирское в 1384 году чрезвычайно крупной данью, а также санкционировав военные действия Олега Рязанского против Москвы (захват Коломны и битва под Перевитском). Это вызвало скептицизм литовско-русских феодалов, особенно крайне антиордынски настроенного новгород-северского князя Корибута, также выплачивавшего дань со своих земель. Кроме того, Ягайле вскоре удалось договориться с Витовтом о мире на приемлемых для последнего условиях. Этому, вероятно, способствовали тевтонские рыцари, для которых перспективы московско-литовского союза и консолидации Руси также были крайне нежелательными.
Однако основным фактором стала активность польских феодалов, посадивших на трон осенью 1384 года 13-летнюю Ядвигу и начавших с Ягайло переговоры о занятии польского престола через заключение с ней брака. Это предложение было для Ягайло предпочтительнее договора с Дмитрием Донским, по которому он мог претендовать лишь на подчинённое положение. 14 августа 1385 года была подписана Кревская уния, открывшая четырёхвековую эпоху тесных контактов Польской короны с Великим княжеством Литовским. 2 февраля 1386 года Ягайло был провозглашён в Люблине польским королём, 15 февраля крестился в Кракове в католичество, 18 февраля прошёл обряд бракосочетания с Ядвигой, а 4 марта — коронацию. Московско-литовское сотрудничество было парализовано, а процесс объединения Руси затянулся на много веков. Литовская Русь вслед за Польской Русью стала объектом наступления католичества и жёсткого ассимиляционного давления.